# ليونيل غيتس
ليونيل غيتس (بالإنجليزية: Lionel Gates)‏ هو لاعب كرة قدم أمريكية أمريكي، ولد في 13 مارس 1982 في جاكسونفيل في الولايات المتحدة.

## وصلات خارجية
- ليونيل غيتس على موقع مرجع كرة القدم المحترفة.كوم (الإنجليزية)